# Trójkąt szyjny
Trójkąt szyjny – w anatomii człowieka wyróżniona z powodów praktycznych część szyi, zgodnie z nazwą – kształtu trójkątnego. Zwykle mówi się o dwóch dużych trójkątach: bocznym i przednim, które z kolei dzielą się na mniejsze.
Podział trójkątów szyjnych:
- trójkąt przedni szyi
  - trójkąt podżuchwowy
    - trójkąt tętnicy językowej

  - trójkąt tętnicy szyjnej
    - trójkąt Béclarda

  - trójkąt tarczowy
- trójkąt boczny szyi
  - trójkąt łopatkowo-obojczykowy
  - trójkąt łopatkowo-czworoboczny